# ما تخبئه لنا النجوم
ما تُخبّئه لنا النجوم (بالإنجليزية: The Fault in Our Stars)‏ وتعني بالترجمة الحرفي الخطأ في أقدارنا رواية للكاتب الأمريكي جون جرين، نُشرت في يناير 2012. تدور القصة حول هايزل غرايس فتاة مصابة بسرطان الغدة الدرقية والتي تقع في حب أوغاستس واترز المصاب بسرطان العظام.
اسم الرواية مستوحى من حوار في مسرحية يوليوس قيصر، حيث يقول النبيل كاسيوس، مخاطبا بروتوس «الخطأ، يا عزيزي بروتوس، ليس في نجومنا [أقدارنا]، بل في أنفسنا، لأننا أشخاص ضئيلو الشأن».
الرواية حولت إلى فيلم سينمائي صدر في 6 يونيو 2014 من إخراج جوش بون وبطولة شايلين وودلي وأنسيل إلغورت.